# Španělsko na Letních olympijských hrách 2000
Španělsko se účastnilo Letní olympiády 2000. Zastupovalo ho 321 sportovců (216 mužů a 105 žen) v 27 sportech.

## Medailisté
| Medaile | Jméno | Sport                | Soutěž                        |
| ------- | --- | -------------------- | ----------------------------- |
| Zlato   | Joan Llaneras | Cyklistika           | Muži bodovací závod           |
| Zlato   | Gervasio Deferr | Sportovní gymnastika | Muži přeskok                  |
| Zlato   | Isabel Fernándezová | Judo                 | Ženy do 57 kg                 |
| Stříbro | Rafael Lozano | Box                  | muži lehká muší váha do 48 kg |
| Stříbro | David Albelda Iván Amaya Miguel Ángel Angulo Daniel Aranzubia Joan Capdevila Jordi Ferrón Gabriel García Xavier Hernández Jesús María Lacruz Albert Luque Carlos Marchena Felip Ortiz Carles Puyol José María Romero Ismael Ruiz Raúl Tamudo Antonio Velamazán Unai Vergara Trenér:Iñaki Sáez | Fotbal               | turnaj mužů                   |
| Stříbro | Gabriel Esparza | Taekwondo            | Muži muší váha do 58 kg       |
| Bronz   | María Vascová | Atletika             | Ženy 20 km chůze              |
| Bronz   | Margarita Fullana | Cyklistika           | ženy cross-country (horské)   |
| Bronz   | Iñaki Urdangarin Alberto Urdiales Andriy Xepkin Antonio Ortega Juan Pérez Antonio Ugalde Jordi Nuñez Xavier O'Callaghan Jesús Olalla Rafael Guijosa Demetrio Lozano Enric Masip David Barrufet Talant Dujšebajev Mateo Garralda                                                               | Házená               | Turnaj mužů                   |
| Bronz   | Nina Zhivanevskaya | Plavání              | Ženy 100 m znak               |
| Bronz   | Àlex Corretja Albert Costa | Tenis                | Muži čtyřhra                  |